# British National League 1955/56
Die Saison 1955/56 war die zweite Spielzeit der British National League, der höchsten britischen Eishockeyspielklasse. Meister wurden die Nottingham Panthers.

## Modus
In der Hauptrunde absolvierte jede der fünf Mannschaften insgesamt 24 Spiele. Der Erstplatzierte der Hauptrunde wurde Meister. Für einen Sieg erhielt jede Mannschaft zwei Punkte, für ein Unentschieden einen Punkt und für eine Niederlage null Punkte.

## Hauptrunde

### Tabelle
|    | Klub                | Sp | S  | U | N  | Tore    | Punkte |
| -- | ------------------- | -- | -- | - | -- | ------- | ------ |
| 1. | Nottingham Panthers | 24 | 17 | 1 | 14 | 185:166 | 35     |
| 2. | Wembley Lions       | 24 | 16 | 3 | 13 | 170:171 | 35     |
| 3. | Paisley Pirates     | 24 | 15 | 3 | 14 | 138:134 | 33     |
| 4. | Brighton Tigers     | 24 | 12 | 6 | 14 | 145:156 | 30     |
| 5. | Harringay Racers    | 24 | 11 | 5 | 16 | 171:182 | 27     |

Sp = Spiele, S = Siege, U = Unentschieden, N = Niederlagen